# May Blitz
May Blitz war eine englische Rockband, die 1969 gegründet wurde und sich 1971 auflöste.

## Geschichte
Die Band wurde Anfang 1969 gegründet und bestand anfangs aus dem Sänger und Gitarristen James Black, dem Bassisten Terry Poole und Keith Baker als Schlagzeuger. Es folgten die ersten lokalen Auftritte in Pubs und Colleges, ehe die Gruppe einen Vertrag bei Vertigo Records unterzeichnete. Sie war neben Black Sabbath, Uriah Heep und Juicy Lucy eine der ersten vier Bands, die einen Plattenvertrag bei diesem Label unterzeichneten. Bevor sich die Band ins Studio begab, um ihr Debütalbum aufzunehmen, verließen Poole und Baker die Besetzung. Als Ersatz kamen der kanadische Bassist Reid Hudson und der Schlagzeuger Tony Newman hinzu. Mitte 1970 erschien das in Eigenproduktion erstellte selbstbetitelte Debütalbum. Aufgrund schlechter Verkaufszahlen begab sich die Band bereits kurze Zeit später ins Studio, um ein neues Album aufzunehmen. Dieses Mal war John Anthony als Produzent tätig. Fast sechs Monate später erschien Anfang 1971 das zweite Album unter dem Namen The 2nd of May. Da jedoch auch dieses Album wenig erfolgreich war, löste sich die Band später im Jahr auf. 2012 erschien über Thors Hammer das Live-Album Essen 1970.

## Stil
Laut Eduardo Rivadavia von Allmusic spielt die Band auf dem Debütalbum progressiven Acid Rock mit Proto-Metal-Gitarren. Auf dem zweiten Album seien Elemente aus dem Space- und Folk-Rock hinzugekommen. Viele Songs seien zudem in Wirklichkeit nur improvisierte Jamsessions. progarchives.com befand, dass auf dem Debütalbum kraftvoller Psychedelic Rock zu hören ist, mit leichten Einflüssen aus dem Blues und Progressive Rock, jedoch ohne die Verwendung eines Keyboards. Die Musik sei aggressiver als die von Black Sabbath und Uriah Heep und sei eher mit der von High Tide und Pink Fairies vergleichbar. The International Encyclopedia of Hard Rock and Heavy Metal beschrieb die Musik als Hard Rock im Stil von Three Man Army. Auch Martin Popoff schrieb in seinem Buch The Collector’s Guide of Heavy Metal Volume 1: The Seventies dem selbstbetitelten Album Einflüsse aus dem Psychedelic- und Progressive-Rock zu. Zudem seien Gemeinsamkeiten zu Cream, Hawkwind, Leaf Hound und in den Riffs zu Black Sabbath hörbar. Der Gesang sei mit dem von Jack Bruce vergleichbar. Die E-Gitarre klinge wie eine Produktion von der Vorzeit des Stoner Rock. Auf The 2nd of May gebe es psychedelischen Blues, der schlagzeug- und basslastig sei. Leichte Unterstützung gebe es durch die Gitarre und eine Flöte. Auf dem Album gebe es klangliche Parallelen zu Black Widow und spätere The Edgar Broughton Band.

## Diskografie
- 1970: May Blitz (Album, Vertigo Records)
- 1971: The 2nd of May (Album, Vertigo Records)
- 2012: Essen 1970 (Live-Album, Thors Hammer)